# Дајелсдорф
Дајелсдорф (њем. Deyelsdorf) општина је у њемачкој савезној држави Мекленбург-Западна Померанија. Једно је од 64 општинска средишта округа Нордфорпомерн. Према процјени из 2010. у општини је живјело 534 становника. Посједује регионалну шифру (AGS) 13057021.

## Географски и демографски подаци
Дајелсдорф се налази у савезној држави Мекленбург-Западна Померанија у округу Нордфорпомерн. Општина се налази на надморској висини од 19 метара. Површина општине износи 29,8 km². У самом мјесту је, према процјени из 2010. године, живјело 534 становника. Просјечна густина становништва износи 18 становника/km².